# Queen Elizabeth's Grammar School
La Queen Elizabeth's School  è una grammar school maschile situata a Barnet, a nord di Londra, fondata nel 1573 da Robert Dudley, I conte di Leicester, nel nome della regina Elisabetta I d'Inghilterra.
È una delle scuole secondarie dal maggior successo accademico di tutta l'Inghilterra e venne scelta dal The Sunday Times come scuola dell'anno nel 2007. Ha una specializzazione in musica e dal 2009 ha anche lo status di training school (scuola di addestramento).